# Hương mùa hè
Hương mùa hè (여름 향기) là bộ phim truyền hình nhiều tập thứ ba được công chiếu của bộ 4 phim Tình yêu bốn mùa của đài truyền hình KBS, Hàn Quốc, được công chiếu lần đầu tiên vào mùa hè năm 2003.

## Nội dung
Màu sắc chủ đạo của phim là màu xanh trong vắt của mùa hè, mùa hè không chỉ tràn ngập ánh nắng mà còn vương vấn những cơn mưa, tình yêu của những nhân vật trong phim không u ám buồn trắng xoá như tuyết mùa đông, không đẫm nước mắt hòa với tiếng sóng và kết thúc như chiếc lá cuối thu mà tươi sáng trong trẻo như những hạt mưa mùa hạ...
Chàng trai Yoo Min-woo (Song Seung-heon) trong một ngày mưa tình cờ gặp gỡ một cô gái dễ thương, trong sáng và mạnh mẽ, họ yêu nhau và đi đến hôn nhân, nhưng bất hạnh thay, ngay trong ngày thành hôn, cô gái ấy vĩnh viễn ra đi để lại trong lòng chàng trai nhiều nuối tiếc. Mang theo trái tim tan vỡ chàng trai rời Hàn Quốc đến Ý xa xôi, tại đây chàng gặp gỡ Park Jung-ah (Han Ji-hye), một cô gái hoạt bát, cá tính hiện đại, dù Jung-ah luôn hướng về Min-woo nhưng nỗi đau trong quá khứ khiến anh không còn tin vào tình yêu và chỉ xem cô như người em gái.
Shim Hye-won (Son Ye-jin) là một cô gái xinh như đóa hoa sớm mai, vừa dịu dàng, nữ tính vừa trong sáng, mảnh mai. Cô có một cuộc sống tưởng như hoàn hảo, một công việc tốt, một vị hôn phu giỏi giang hết mực chăm lo cho cô. Nhưng ngay từ nhỏ Hye-won đã bị mắc bệnh tim khiến cô không thể chơi đùa thỏa thích với bạn bè.Sau một lần được đưa ra nước ngoài để phẫu thuật thay tim, cô đã trở nên mạnh mẽ hơn. Dù vậy, Hye-won vẫn luôn cảm giác mình đang sống bằng trái tim của một người khác.
Trong một lần tình cờ trú mưa, Hye-won gặp Min-woo. Đó là một chàng trai khôi ngô, rất thân thiện, nhưng trong tim lại ẩn giấu nỗi đau tình yêu trong quá khứ. Cuộc gặp gỡ tình cờ nhưng đầy duyên nợ giữa Hye-won và Min-woo đã đưa họ đến với tình yêu lãng mạn trong những ngày mưa. Hye-won phải sống trong tâm trạng giằng xé, vừa không muốn làm tổn thương vị hôn phu của mình vừa không thể che giấu tình cảm định mệnh đối với Min-woo, trong khi người bạn gái thân nhất của cô lại đang dành trọn tình yêu đối với chàng trai này.
Khi biết ra sự thật trái tim mình được mang trong người là của người yêu cũ của Min-woo, Hye-won hoài nghi về tình yêu Min-woo dành cho cô. Cô quyết định cưới vị hôn phu kia nhưng ngày cưới, đột nhiên căn bệnh tim của cô gái bé bỏng ấy tái phát. Hye-won lại được đưa ra nước ngoài thay tim. Trong khi đó, anh chàng Min-woo bị che giấu sự thật đã tin rằng Hye-won qua đời. 3 năm sau, anh về nước và họ lại gặp nhau trong một cơn mưa mùa hè. Trái tim của Hye-won lại thổn thức như ngày nào, nhưng giờ đây cô đã không còn mặc cảm vì hình bóng người yêu cũ của Min-woo.
"Hương mùa hè" là một câu chuyện về một tình yêu lý tưởng và một tình yêu định mệnh. Có người sẽ lựa chọn "người yêu mình hơn người mình yêu", nhưng có người sẽ chọn theo cách trái tim mình mách bảo. Nhân vật của Son Ye-jin cũng vậy, vị hôn phu của cô có thể là một người chồng rất tốt, rất yêu thương cô, luôn bên cô, nhưng cuối cùng cô đã lựa chọn tình yêu định mệnh với Min Woo vì cô tin vào trái tim mình.
... nhưng cuối cùng hạnh phúc đã quay trở lại.

## Diễn viên
- Song Seung-heon: Yoo Min-woo
- Son Ye-jin: Shim Hye-won
- Ryu Jin: Park Jung-jae
- Han Ji-hye: Park Jung-ah
- Shin Ae: Seo Eun-hye
- Jo Eun-sook: Oh Jang-mi
- Ahn Jung-hoon: Ji Dae-poong
- Kim Hae-sook: Mẹ Min-woo
- Kim Yong-gun: Bố Min-woo
- Kang Ji-hwan: Chồng Park Jung-ah

## Nhạc phim
- Tracklisting:

1. Main Title
2. 비밀 - 정인호
3. Missing U - 서진영
4. 어쩌면 - 서진영
5. 여름향기 - 정인호
6. Serenade Inst. (Guitar)
7. Second Romance - 서진영
8. 여름향기 2 Inst.
9. 두 번째 사랑 - 서진영
10. 어쩌면 Inst. (Piano)
11. Serenade - 유미숙 (Soprano)
12. 비밀 Inst. (Piano)
13. 두 번째 사랑 Inst. (Piano&Guitar)
14. Love - 서진영
15. 비밀 Inst. (Guitar)
16. 사랑한다면 - 정인호&서진영
17. 여우비 Inst.
18. Love Inst. (Piano&Guitar)

- Translated Tracklisting:

1. Main Title
2. Bi Mil - Jeong In-ho
3. Missing U - Seo Jin-yeong
4. Uh Jjuh Myun - Seo Jin-yeong
5. Yuh Reum Hyang Gi - Jeong In-ho
6. Serenade Inst. (Guitar)
7. Second Romance - Seo Jin-yeong
8. Yuh Reum Hyang Gi 2 Inst.
9. Doo Bun Jjae Sarang - Seo Jin-yeong
10. Uh Jjuh Myun Inst. (Piano)
11. Serenade - Yoo Mi-sook
12. Bi Mil Inst. (Piano)
13. Doo Bun Jjae Sarang (Inst.)(Piano&Guitar)
14. Love - Seo Jin-yeong
15. Bi Mil Inst. (Guitar)
16. Sarang Han Da Myun - Jeong In-ho & Seo Jin-yeong
17. Yuh Woo Bi Inst.
18. Love Inst. (Piano&Guitar)